# La Gare-d'Eau
 (mai 2022).
Si vous disposez d'ouvrages ou d'articles de référence ou si vous connaissez des sites web de qualité traitant du thème abordé ici, merci de compléter l'article en donnant les références utiles à sa vérifiabilité et en les liant à la section « Notes et références ».
La Gare-d'Eau est un secteur du centre-ville de Besançon ayant été jadis un port de marchandises puis de plaisance, aujourd'hui constitué des jardins de la Gare-d'Eau, vaste espace vert longeant le Doubs bien que le bassin ayant servi de halte nautique existe encore. Les Bisontins désignent également par extension l'avenue de la Gare-d'Eau et plus généralement les quais nord-est jusqu'au secteur de Rivotte comme faisant partie de ce secteur.

## Histoire

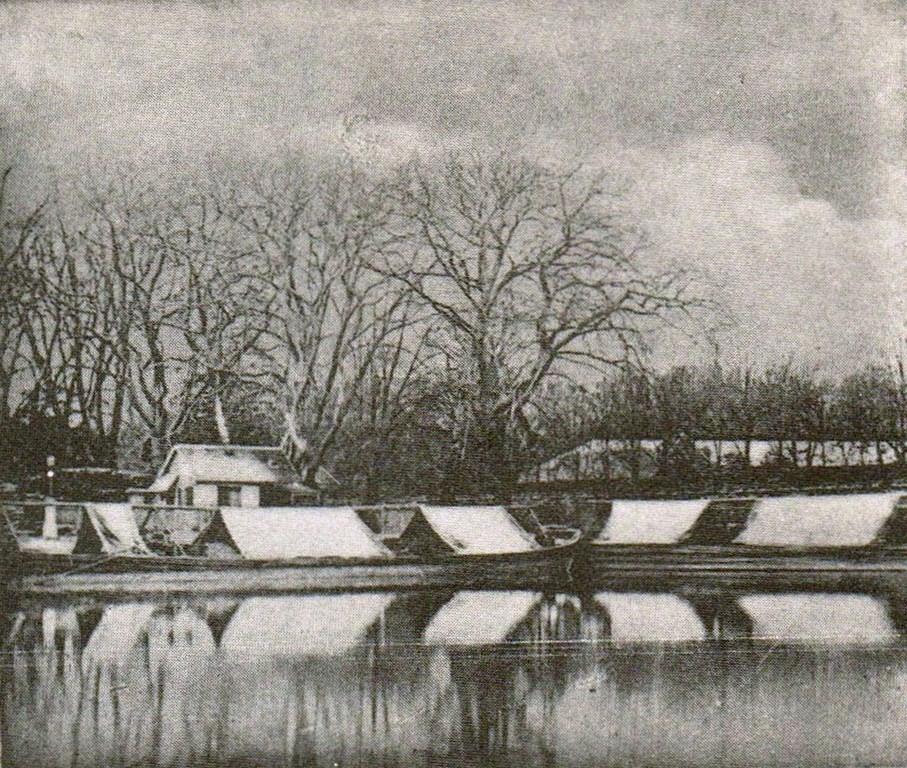
La Gare-d'Eau avant 1884.

Le secteur de la Gare d'eau fut jusqu'au XVIIe siècle, d'anciens marécages asséchés tout comme le secteur voisin de Chamars. Il fut aussi, comme ce dernier, aménagé en une promenade à la française. Ce fut après le siège de 1674 que ce secteur commença à se métamorphoser, Sébastien Le Prestre de Vauban décidant de fortifier l'ensemble du secteur le jugeant sensible en cas d'attaques.
Le projet de la Gare-d'eau a été conçu par le lieutenant-colonel Picot de Moras et validé en 1826. Il devait permettre aux péniches arrivant du canal du Rhône au Rhin de passer à Besançon,. Les travaux de construction se déroulent de 1829 à 1831. À partir du XIXe siècle, la ville connaît une période d'expansion commerciale qui fait notamment croître les transports fluviaux, jusqu'au début du XXe siècle. En 1882, le tunnel-canal est percé sous la citadelle et l'on transforme alors le bassin modeste de ce qui reste de la promenade en gare d'eau. Les bateaux chargeaient et déchargeaient les marchandises (bois et vins notamment) dans ce nouveau « port » et voyageaient par le canal. À partir du XXe siècle jusqu'au début des années 1970, le site est peu à peu laissé à l'abandon.
Au début des années 1970, l'État décida de construire au cœur de la Gare-d'Eau une cité administrative. Le projet était de raser tous les arbres, de couler du béton et de rassembler un grand nombre de services sur le site, présentant un intérêt géographique notable car à seulement quelques minutes du centre historique. En 1973, le projet débuta officiellement par le comblement du bassin. Lionel Estavoyer, un bisontin fervent défenseur de la beauté de sa ville et historien d'art et chargé du patrimoine à la ville de Besançon, décida alors de créer une association de défense du site, et parvint à réunir plusieurs milliers de signatures.
En 1978, les contestataires du projet sont enfin entendus, et le nouveau préfet, Michel Deneuil, décide d'abandonner le projet et de réaménager le bassin. Malgré la « victoire » de Lionel Estavoyer et son association, l'État décide de construire quelques bâtiments publics, notamment l'hôtel de police ainsi que la chambre de commerce. La station de France 3 Franche-Comté s'installe à la même époque dans les locaux dit de la Poudrière.
Entre 1980 et 1982, le bassin est dégagé et depuis, le site s'offre aux promeneurs et les jardins de la Gare-d'Eau sont redevenus un véritable ensemble d'espaces verts.

## Géographie
Le secteur est situé à l'ouest du centre historique de Besançon, au centre de Besançon. Il est bordé par le Doubs, et limitrophe du secteur de Chamars et du reste du centre-ville. Les principaux axes de communication sont le boulevard Charles-de-Gaulle, reliant le secteur aux quartiers de La Butte et de Planoise, et l'avenue de la Gare-d'Eau, menant au tunnel sous la citadelle, à Tarragnoz et Rivotte.

## Bâtiments administratifs et monuments
- Jardins de la Gare-d'Eau
- Commissariat de police
- Conseil départemental du Doubs
- En 1982, France 3 Franche-Comté y installe ses locaux[4]
- La Poudrière, ancien bâtiment militaire.
- La tour de Chamars, sise dans entre ce secteur et Chamars.

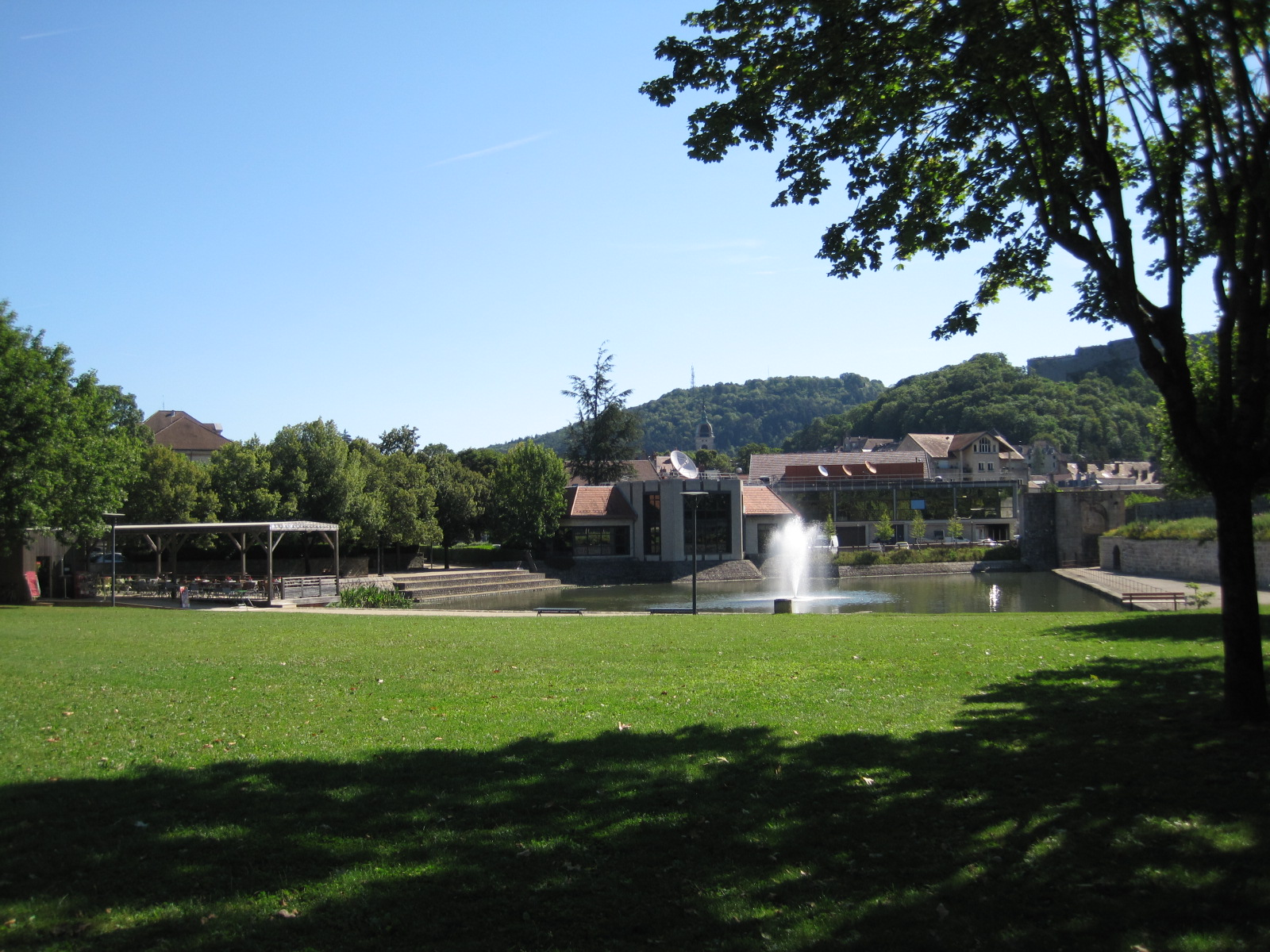
Jardins de la Gare-d'Eau.
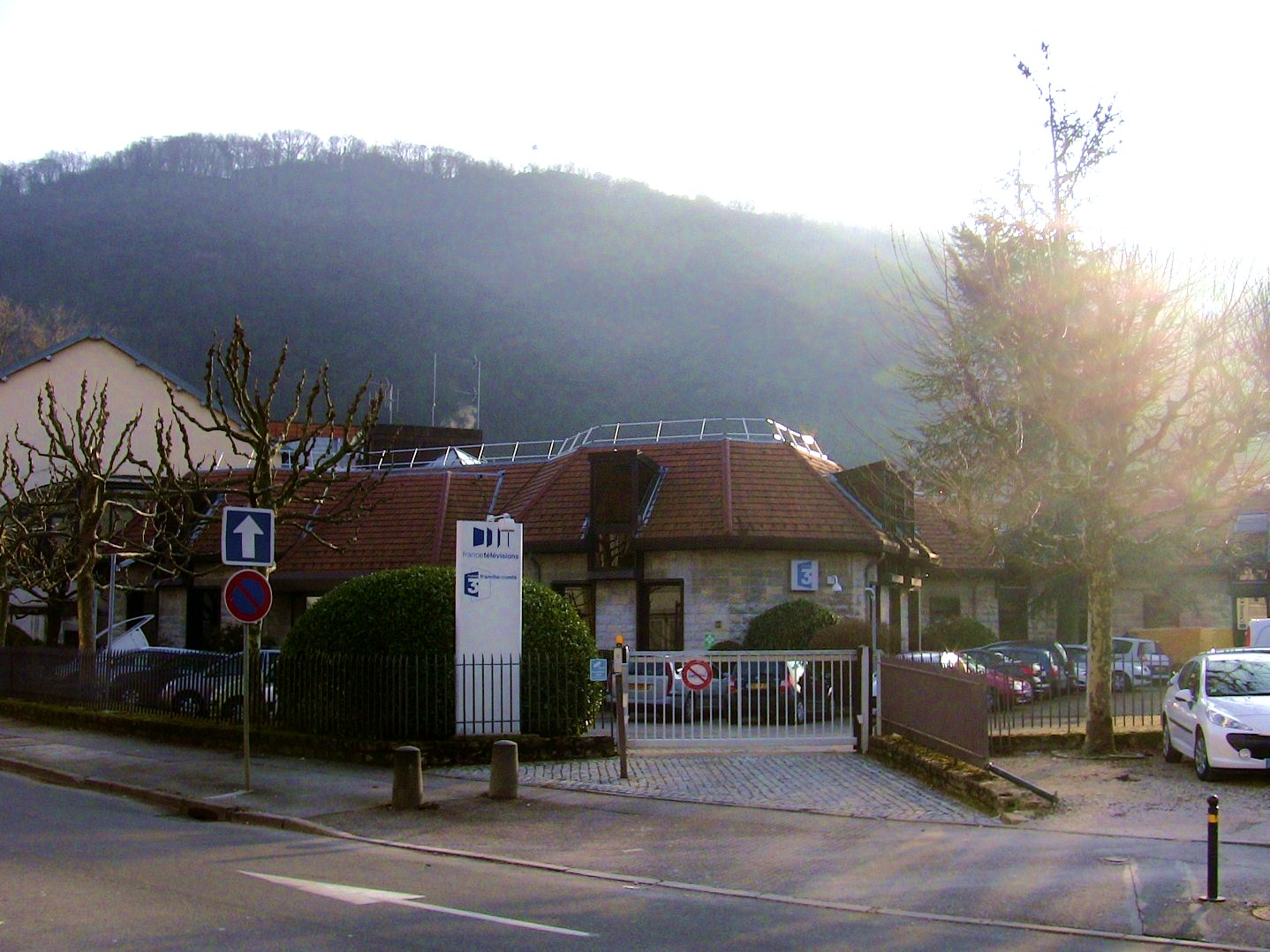
France 3 Franche-Comté.
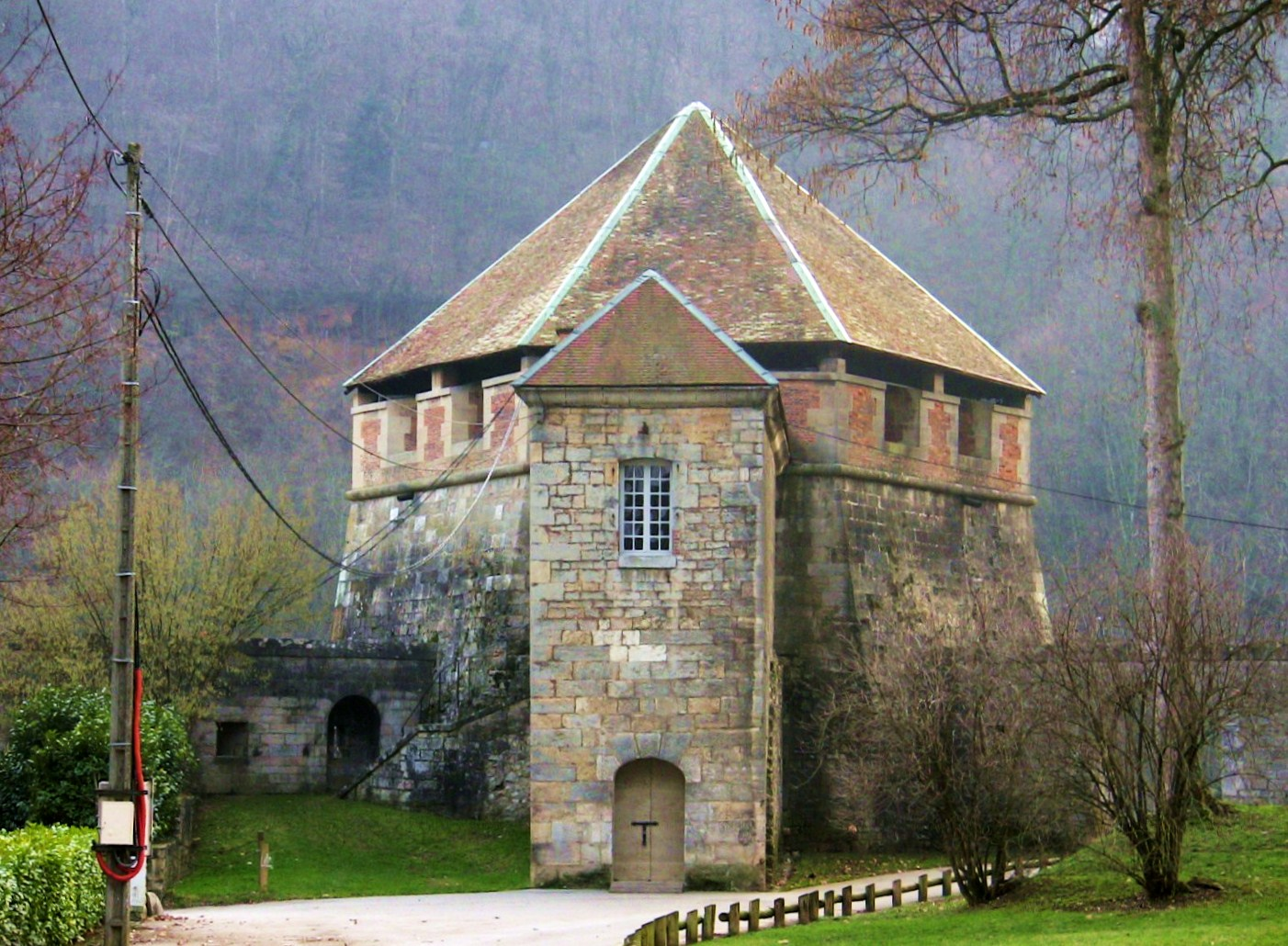
Tour de Chamars.
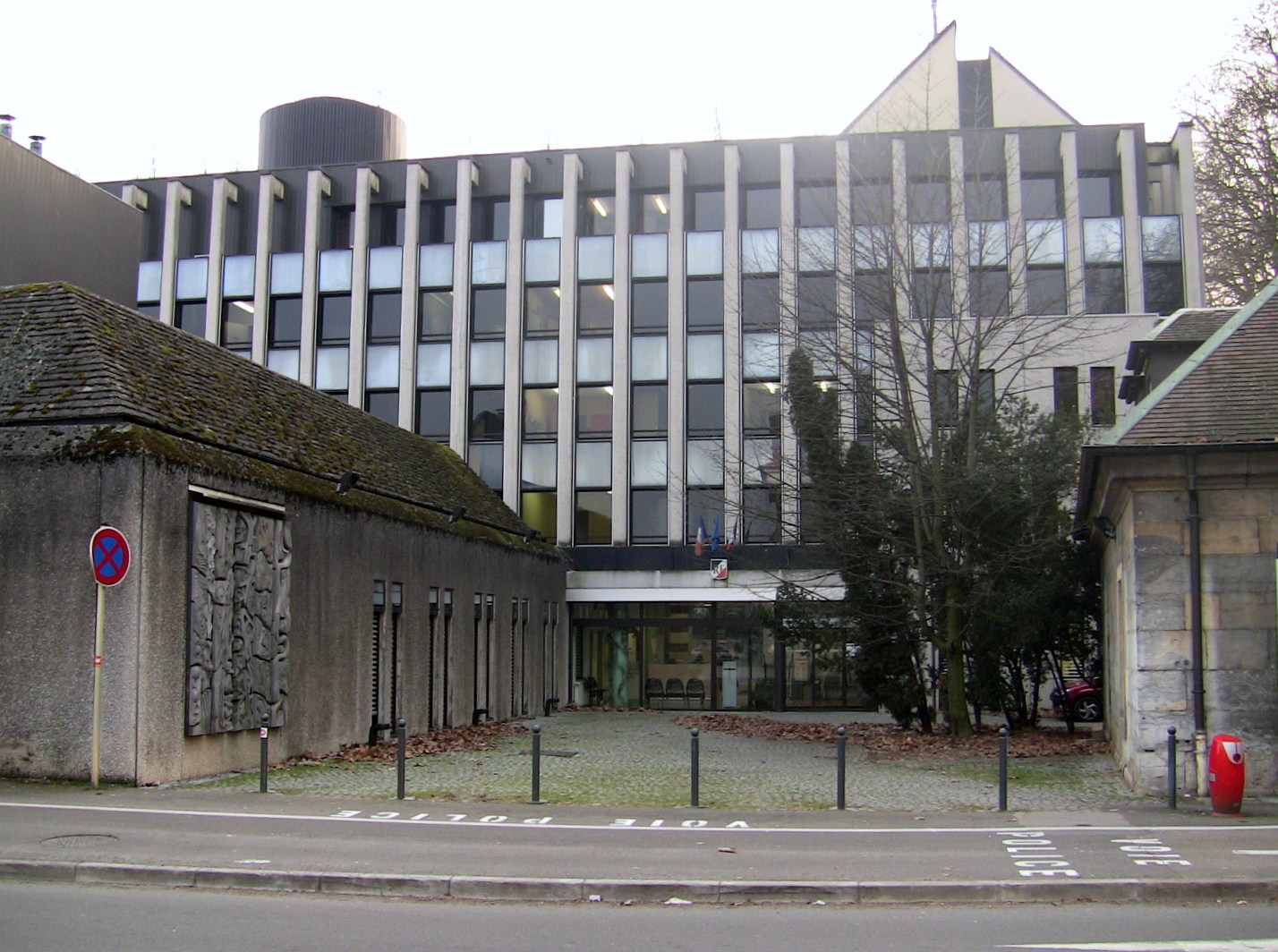
Commissariat de Besançon.

## Transports
C'est la compagnie de bus Ginko qui gère le transport de la ville.
Le secteur se situant à côté de Chamars, il profite de toutes les lignes du pôle Chamars : 

- les lignes de  TRAM T1  T2 ,
- les lignes de bus  BUS L4  L6  9  10  21  23  24  81  82  83  85  86 , les  Ginko Diabolo  D1  D2 , ainsi que la ligne  Ginko Citadelle  reliant le pôle Chamars (dont elle est le terminus) à la Citadelle de Besançon.
- Une station de partage de vélos VéloCité et une station de voitures libre-service Citiz se trouvent à proximité.